# Borgberget (Ytterlännäs)
Borgberget är ett berg i Ytterlännäs socken  med en fornborg. Borgen kallas också för Stensättersborgen efter den närmaste byn Stensätter. 

## Beskrivning
Borgberget når 190 meter över havet och stupar brant på alla sidor utom mot sydost, där berget har en flackare utlöpare. Nära krönet har denna utlöpare spärrats av med en stenmur som är 135 meter lång, upp till fyra meter bred och upp till 2,5 meter hög. Muren har en två meter bred ingångsöppning i sydväst. Nedanför finns ytterligare en mur som är 45 meter lång, två–tre meter bred och upp till en meter hög. Denna mur är mer oregelbunden. Båda murarna är uppbyggda av skarpkantade stenar lagda i så kallad kallmur. Nedanför finns en rad av stenar som eventuellt utgör rester efter en tredje mur.
Inom området finns det även två husgrunder och en uthuggen källa, varifrån färskvatten hämtades. 
Fornborgen på Borgberget har den högsta och mest välbevarade muren av de 17 kända norrländska fornborgarna. Inga arkeologiska utgrävningar har skett. 

## Besök
Borgberget nås via en stig som börjar vid en skogsväg som går mot norr från byn Stensätter. Från krönet har man utsikt över Ångermanälvens mynningsområde.

## Galleri

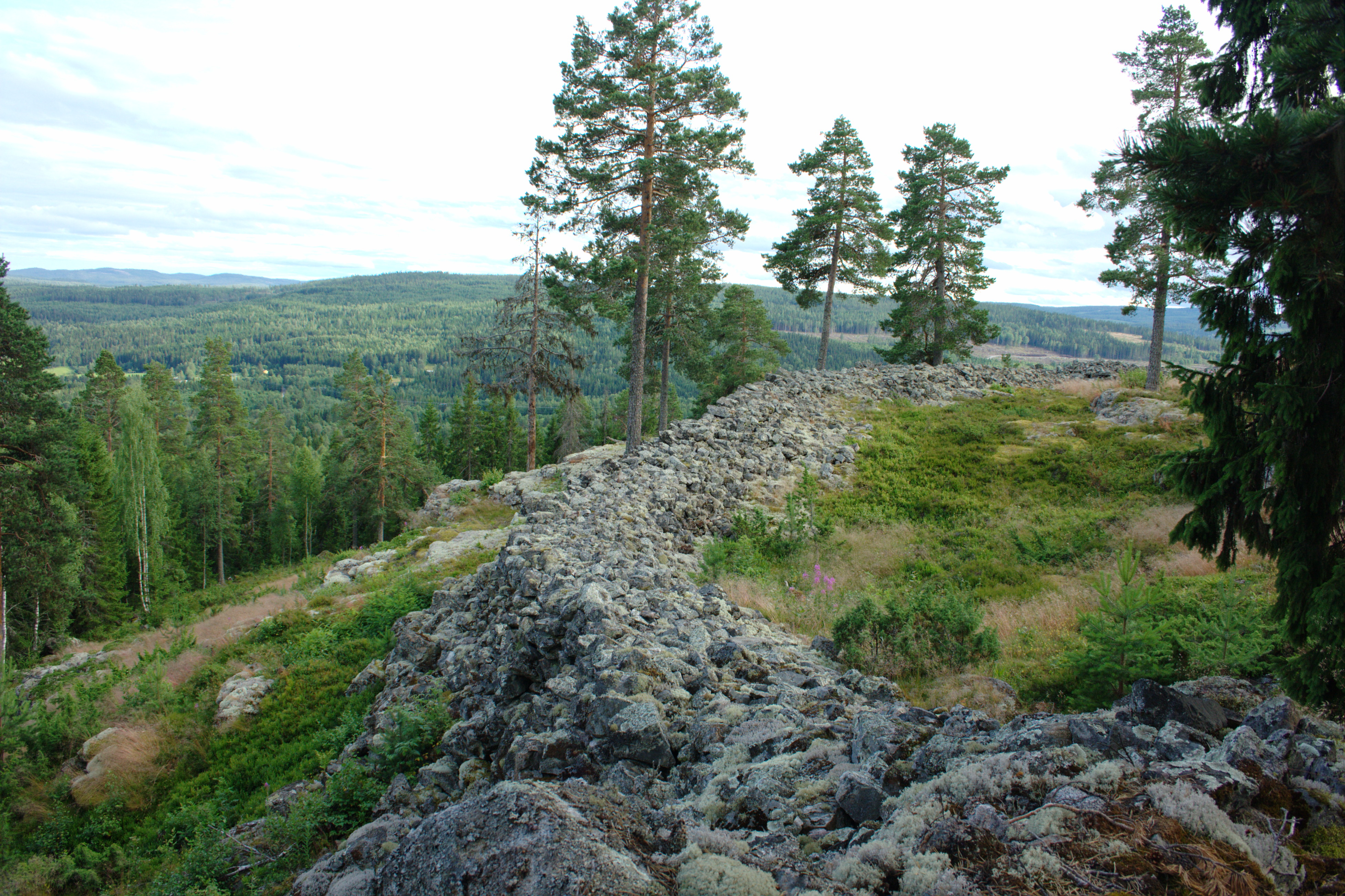
Den övre muren, fotad mot söder.
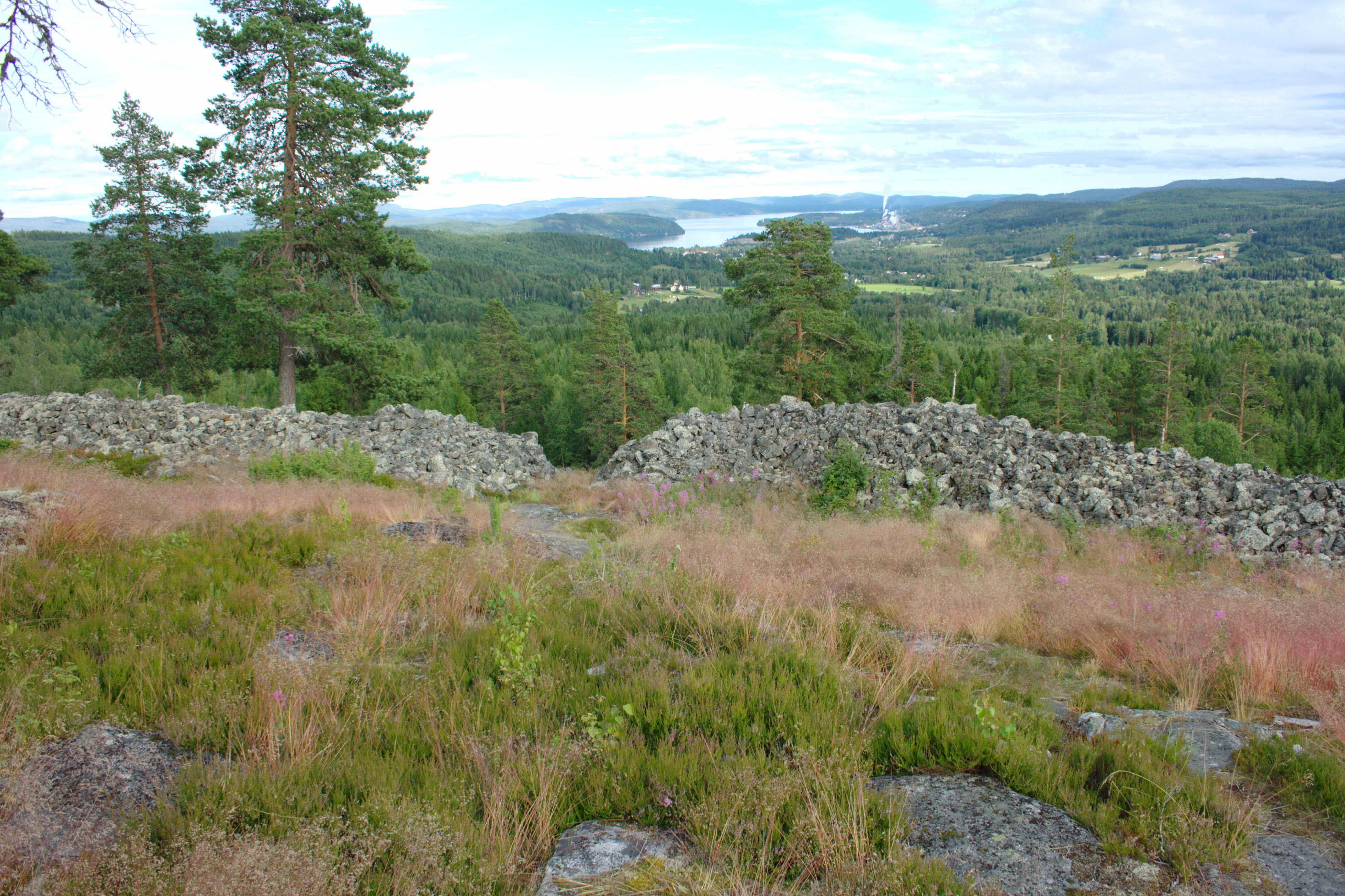
Ingångsöppningen i den övre muren med utsikt över Bollstabruk vid Bollstafjärden.